# Едуар Марсель
Едуар Марсель (фр. Édouard Marcelle, 1 жовтня 1909 — 9 листопада 2001) — французький академічний веслувальник.
Срібний призер Олімпійських Ігор 1928 року в складі розпашної двійки зі стерновим.